# Apartehöfe
Apartehöfe war bis 1935 eine Gemeinde im Kreis Bergheim in der preußischen Rheinprovinz. Das ehemalige Gemeindegebiet gehört heute zur Stadt Elsdorf im Rhein-Erft-Kreis.

Die drei Gutshöfe der Gemeinde Apartehöfe auf einer Karte aus dem 19. Jahrhundert

## Geographie und Geschichte
Die Gemeinde Apartehöfe besaß keinen dörflichen Kern, sondern bestand nur aus den drei Gutshöfen Brockendorf, Desdorf und Ohndorf und deren landwirtschaftlichen Flächen. Sie gehörte im Kreis Bergheim zur Bürgermeisterei Esch. Die Fläche der Gemeinde betrug 3,13 km².
Apartehöfe war eine der bevölkerungsärmsten Gemeinden im Rheinland. Bei der Volkszählung von 1885 wurden die folgenden Einwohnerzahlen festgestellt:
| Brockendorf         | 17 |
| Desdorf             | 42 |
| Ohndorf             | 11 |
| Gemeinde Apartehöfe | 70 |

Im Jahre 1910 hatte die Gemeinde noch 55 Einwohner. Die Gemeinde Apartehöfe wurde am 1. April 1938 in die damalige Gemeinde und heutige Stadt Elsdorf eingemeindet. Ihr Gebiet bildet bis heute die amtliche Gemarkung Apartehöfe innerhalb der Stadt Elsdorf.